# Jean Laurent
Jean Laurent (30 de dezembro de 1906 - 14 de maio de 1995) foi um futebolista francês. Ele competiu na Copa do Mundo de 1930, sediada no Uruguai.